# Grallistrix geleches
Grallistrix geleches (сова молокайська) — вимерлий вид совоподібних птахів родини совових (Strigidae). Вид був описаний у 1991 році за викопними рештками, знайденими на острові Молокаї в архіпелазі Гавайських островів.

## Опис
Молокайські сови були відносно стрункими совами з довгими кігтями та пазурями. У них були короткі крила, які дозволяли птахам спритно маневрувати між деревами і відносно вузький череп. Молокайські сови були найбільшими серед гавайських сов, за розмірами вони були подібними до сірих сов. Цим птахам був притаманний статевий диморфізм, відсутній у інших представників роду.

## Екологія
На відміну від більшості інших сов, молокайські сови вели переважно денний спосіб життя. Це пов'язано з відсутністю на острові наземних ссавців, які б вели присмерковий або нічний спосіб життя. Кауайські сови полювали на дрібних, рухливих співочих птахів, що вели денний спосіб життя, зокрема на мамоєвих, яких ловили в польоті. Єдині не горобцеподібні птахи, рештки яких були знайдені в погадках цих сов, були пастушки Porzana menehune. Кауайські сови, ймовірно, гніздилися на землі, через що вони були особливо вразливими до появи на острові інвазивних хижих ссавців. Вони вимерли незабаром після появи на острові полінезійців, які привезли на острів свиней і малих пацюків.